# Sweet Ange
Sweet Ange (スワィートアンジェ?) è un videogioco per Game Boy Color della serie Angelique sviluppato e pubblicato dalla KOEI. È un videogioco di simulazione culinaria con alcuni elementi tipici dei simulatori di appuntamenti. Al giocatore viene data la possibilità di scegliere fra quattro personaggi: Angelique Limoges, Rosalia de Catargena, Angelique Collet e Rachel Hart.
La storia prende piede diversi anni prima degli eventi del primo videogioco di Angelique e tutti i personaggi sono considerevolmente più giovani. I guardiani sono conosciuti come i Cavalieri Dolci, ed ognuno di loro è abbinato ad una categoria di dessert. L'obiettivo del gioco è vincere al Concorso delle Rose, una gara di cucina tenuta presso la Smallney Academy, e diventare amico di uno dei Cavalieri Dolci nel corso della storia.
Dato che la storia è ambientata in un universo alternativo rispetto a quello degli altri giochi, Sweet Ange non è considerato parte della linea narrativa ufficiale di Angelique.